# José Alberto Rozo Gutiérrez
José Alberto Rozo Gutiérrez SMM (* 22. Februar 1937 in Cáqueza; † 24. Mai 2018) war ein kolumbianischer Geistlicher und Apostolischer Vikar von Puerto Gaitán.

## Leben
José Alberto Rozo Gutiérrez trat der Ordensgemeinschaft der Montfortaner bei und empfing am 19. August 1962 die Priesterweihe. Er studierte Philosophie am Seminar seines Ordens in Choachí (1951–1956) und Theologie am großen Missionsseminar (1957–1962). Zudem studierte er Psychologie an der Javeriana-Universität in Bogotá und Soziologie in Rom. Er war Lehrer und Ausbilder im Kleinen Seminar seiner Kongregation in Choachí und ab 1973 Leiter des Hauses der Jugend in Bogotá. Später wurde er Direktor des Instituto Departamental Ignacio Pescador sowie Ökonom und Provinzial seiner Ordensgemeinschaft. Seit 1995 war er Berater des Generaloberen seines Ordens.
Papst Johannes Paul II. ernannte ihn 1995 zum Pro-Präfekten der Apostolischen Präfektur Vichada. Am 22. Dezember 1999 erfolgte die Ernennung zum Apostolischen Vikar von Puerto Gaitán und Titularbischof von Arsennaria. Der Apostolische Nuntius in Kolumbien, Erzbischof Beniamino Stella, spendete ihm am 19. März des nächsten Jahres die Bischofsweihe; Mitkonsekratoren waren Alfonso Cabezas Aristizábal CM, Bischof von Villavicencio, und Gregorio Garavito Jiménez SMM, Altbischof von Villavicencio.
Am 2. März 2012 nahm Papst Benedikt XVI. sein aus Altersgründen vorgebrachtes Rücktrittsgesuch an.